# Rougeanne
Die Rougeanne (im Oberlauf: Alzeau) ist ein Fluss in Frankreich, der in der Region Okzitanien verläuft. Sie entspringt in den Montagne Noire, beim Col de la Croix de Fer, im Regionalen Naturpark Haut-Languedoc. Die Quelle liegt an der Gemeindegrenze von Escoussens und Labruguière im Département Tarn. Von hier entwässert der Fluss generell in südlicher Richtung und erreicht alsbald die Grenze zum benachbarten Département Aude, wo er auf etwa zehn Kilometer Länge den Grenzverlauf bildet und nach insgesamt rund 34 Kilometern an der Gemeindegrenze von Moussoulens und Villesèquelande als linker Nebenfluss in den Fresquel mündet.

## Orte am Fluss
- Lacombe
- Saint-Denis
- Montolieu
- Moussoulens

## Hydrologie
Unterhalb des Stausees Lac de Galaube wird Wasser in den Versorgungskanal Rigole de la Montagne Noire abgeleitet, das im Reservoir von Saint-Ferréol gesammelt und zur Wasserdotierung des Canal du Midi verwendet wird.